# Даргинци
Даргинци (самоназвание: дарган, дарганти, дубуралан, дубураланти, драган) е името на един от най-многобройните народи на Дагестан. В състава им влизат два близки на даргинците народа: кайтагци, запазили в името си едноименната държава от Средновековието, и кубачинци, живеещи в аула Кубачи. Говорят на даргински езици.
Вярващите даргинци изповядват ислям от сунитския клон.